# Jiabong
Jiabong es un municipio filipino de quinta clase, perteneciente a la provincia de Sámar, en las Bisayas Orientales.

## Toponimia
El lugar puede aparecer referido como «Jiabong» y «Hiabong».

## Historia
Hacia mediados del siglo XIX, el lugar, por entonces perteneciente al pueblo de Paranas, tenía contabilizadas 361 casas. Aparece descrito en el segundo volumen del Diccionario geográfico, estadístico, histórico de las Islas Filipinas (1851) de Manuel Buzeta Núñez y Felipe Bravo con las siguientes palabras:

JIABONG ó HIABONG: visita con teniente de justicia del pueblo de Paranas, en la isla y prov. de Samar, dióc. de Cebú; sit. en los 128° 34' long., 11° 46' lat., á la orilla izq. de la desembocadura de un rio, sobre la costa S. O. de dicha isla, en terreno llano, clima templado y saludable. Defiéndelo de los vientos del N. E. el elevado monte Mungajun que está á 1 leg. Consta de unas 361 casas, en general de sencilla construccion, distinguiéndose la tribunal, donde está la cárcel. Se comunica con sus inmediatos por medio de caminos regulares. Confina el término por N. con los montes del interior de la isla, hácia donde se estiende considerablemente; por E. con Catbalogan (á 1 ½ leg.); por O. con Paranas (á ¾ leg.), y por el S. con el mar. El terreno es bastante llano y productivo, cosechándose en él las mismas producciones que en Paranas, con cuyo pueblo damos su pobl. y trib. (v.)
(Buzeta y Bravo, 1851, p. 118)

En 2020, tenía censados 19 205 habitantes.